# Montagnes du Cibao
Montagnes du Cibao är en bergskedja i Haiti.   Den ligger i departementet Sud-Est, i den sydöstra delen av landet, 50 km sydost om huvudstaden Port-au-Prince.